# TACAM R-2
TACAM R-2(Tun Anticar pe Afet Mobil R-2）は、第二次世界大戦中にルーマニアで開発された対戦車自走砲である。車体はチェコスロヴァキア製軽戦車LT-35のルーマニア輸出型であるR-2、砲は敵国ソ連からの鹵獲品である76.2mm野砲1942年型(ZIS-3)が使われた。1943年に搭載砲が異なる試作車1両、1944年に生産型20両が製作された。

## 開発と生産
1942年から1943年にかけて開発・製作された対戦車自走砲TACAM T-60に引き続き、もともとルーマニア軍が保有していたR-2の対戦車自走砲化が図られることとなった。
R-2は戦前、チェコから126両が輸入され、ルーマニア軍の主力戦車として使用されていたが、その軽装甲(最大25mm）と弱武装(37mm戦車砲)では強力なソ連戦車に太刀打ちできないことが明らかになっていたためである。
1943年春に出された要求に基づき、開発はTACAM T-60同様、コンスタンチン・ギウライ中佐を中心とするチームが行い、7月から9月にかけてブカレストのレオニダ製作所で試作車両1両が製作された。
評価試験の結果、シルエットの高さの欠点はあるものの、元のR-2に比べ充分に有効な兵器であると判断され、1944年2月、40両のR-2の自走砲化が決定した。なお、試作車両はTACAM T-60と同じく76.2mm野砲1936年型(F-22)が使われていたが、生産型では、より新型の76.2mm野砲1942年型(ZIS-3)が搭載されることになった。
最初の20両のR-2が部隊から引き上げられ、1944年2月から6月の間にレオニダ製作所で改装作業が行われた。新型砲を搭載した生産型TACAM R-2は、鹵獲したT-34への射撃試験の結果、砲に合わせて国産された徹甲弾を使って500mの距離で貫徹可能であった。
しかしこの頃には、ソ連軍はより重装甲のIS-2重戦車なども投入し始めており、1944年7月、残り20両の改装は取り止めとなった。
改装は、基本的にR-2の車体はそのままで、車体戦闘室上面装甲のみを除去、操縦席上部のみに新たな装甲板を載せ、その上に砲を搭載した。新たな戦闘室は、前側面と上面半分のみに装甲を持つ開放式で、側面装甲すぐ内側が砲弾ラックとなっていた。新設の戦闘室上部装甲には、TACAM T-60同様、やはり鹵獲されたBT-7などの車体装甲板が再利用された。

## 戦歴
TACAM R-2は、1944年7月に第1戦車連隊の第63戦車駆逐中隊に配備されたが、対ソ戦には間に合わなかった。
これらはルーマニアの降伏、連合国側への転向後に、ドイツ軍に対する追撃戦に使用されて消耗、ソ連軍の命により第1戦車連隊が解隊された後は、残存車両は第2戦車連隊に配属されてオーストリア、モラヴィア方面での戦いに投入された。
ルーマニア、ブカレストの中央軍事博物館に1両のTACAM R-2が現存する。

## 参考資料
- Didier Kamowski, "LES CHASSEURS DE CHARS ROUMAINS 2, Le Tacam R-2", STEEL MASTERS No.28, Aug-Sep 1998
- 稲田美秋, 「第2次大戦のソ連軍陸戦兵器(2)」, 「グランドパワー」デルタ出版, 1999年1月号
- 佐藤光一, 「特集:ドイツ35(t)軽戦車」Part 4「TACAM R-2のディテール」, 「グランドパワー」デルタ出版, 2000年1月号
- 'WorldWar2.ro' Romanian Armed Forces in the Second World War http://www.worldwar2.ro/arme/?article=242